# Hopman Cup 2001
De Hopman Cup 2001 (met de officiële naam Hyundai Hopman Cup) werd gehouden van zaterdag 30 december 2000 tot en met zaterdag 6 januari 2001 op een overdekte hardcourtbaan in de Burswood Dome in de Australische stad Perth. Het was de dertiende editie van het tennistoernooi tussen landen die ieder een gemengd koppel afvaardigden. In dit toernooi bestond een landenontmoeting uit drie partijen (rubbers): in het vrouwenenkelspel, mannenenkelspel en gemengd dubbelspel.
Titelverdediger was het team uit Zuid-Afrika, bestaande uit Amanda Coetzer en Wayne Ferreira. Zij kwamen niet verder dan de groepsfase.
In de finale wonnen de Zwitsers Martina Hingis en Roger Federer van het Amerikaanse koppel Monica Seles / Jan-Michael Gambill. Het was de tweede titel voor Zwitserland, na een eerdere zege in 1992.
|                |  |               |
| Martina Hingis |  | Roger Federer |

## Deelnemers volgens ranglijstpositie
| Nr. | Land             | Groep | Team                                      | WTA+ATP- rang1 | Resultaat  |
| --- | ---------------- | ----- | ----------------------------------------- | -------------- | ---------- |
| 1.  | Rusland          | B     | Jelena Lichovtseva / Marat Safin          | 21+2=23        | groepsfase |
| 2.  | Zuid-Afrika      | A     | Amanda Coetzer / Wayne Ferreira           | 12+13=25       | groepsfase |
| 3.  | Zwitserland      | A     | Martina Hingis / Roger Federer            | 1+29=30        | winnaars   |
| 4.  | Verenigde Staten | B     | Monica Seles / Jan-Michael Gambill        | 4+33=37        | finale     |
| 5.  | België           | B     | Kim Clijsters / Olivier Rochus            | 18+68=86       | groepsfase |
| 6.  | Slowakije        | B     | Karina Habšudová / Dominik Hrbatý         | 85+17=102      | groepsfase |
| 7.  | Thailand         | A     | Tamarine Tanasugarn / Paradorn Srichaphan | 28+109=137     | groepsfase |
| 8.  | Australië        | A     | Nicole Pratt / Richard Fromberg           | 54+84=138      | groepsfase |
| 9.  | Japan            | B     | Ai Sugiyama / Takao Suzuki                | 32+160=192     | voorronde  |

1 Rang per 25 december 2000

## Voorronde
Twee laaggeplaatste teams speelden om een plek in Groep B. België won van Japan.
| Vlag van België | België 2 | Perth, Australië 30 december 2000 hardcourt (i) | Perth, Australië 30 december 2000 hardcourt (i) | Perth, Australië 30 december 2000 hardcourt (i) | Japan 1 | Vlag van Japan |

|   |                                                           |                                                           | 1    | 2   | 3   |  |
| - | --------------------------------------------------------- | --------------------------------------------------------- | ---- | --- | --- |  |
| 1 | Kim Clijsters Ai Sugiyama                                 | Kim Clijsters Ai Sugiyama                                 | 7 63 | 5 7 | 6 4 |  |
| 2 | Olivier Rochus Takao Suzuki                               | Olivier Rochus Takao Suzuki                               | 3 6  | 6 4 | 4 6 |  |
| 3 | Kim Clijsters / Olivier Rochus Ai Sugiyama / Takao Suzuki | Kim Clijsters / Olivier Rochus Ai Sugiyama / Takao Suzuki | 6 4  | 6 4 |     |  |

## Groepsfase

### Groep A

#### Klassement
| Pos. | Land            | W | V | Rubbers | Sets  |
| ---- | --------------- | - | - | ------- | ----- |
| 1.   | Zwitserland (3) | 3 | 0 | 8–1     | 17–2  |
| 2.   | Zuid-Afrika (2) | 2 | 1 | 5–4     | 11–10 |
| 3.   | Thailand (7)    | 1 | 2 | 4–5     | 7–12  |
| 4.   | Australië (8)   | 0 | 3 | 1–8     | 4–15  |

#### Zwitserland – Thailand
| Vlag van Zwitserland | Zwitserland 3 | Perth, Australië 31 december 2000 hardcourt (i) | Perth, Australië 31 december 2000 hardcourt (i) | Perth, Australië 31 december 2000 hardcourt (i) | Thailand 0 | Vlag van Thailand |

|   |                                                                          |                                                                          | 1   | 2   | 3 |  |
| - | ------------------------------------------------------------------------ | ------------------------------------------------------------------------ | --- | --- | - |  |
| 1 | Martina Hingis Tamarine Tanasugarn                                       | Martina Hingis Tamarine Tanasugarn                                       | 6 1 | 6 1 |   |  |
| 2 | Roger Federer Paradorn Srichaphan                                        | Roger Federer Paradorn Srichaphan                                        | 6 4 | 6 2 |   |  |
| 3 | Martina Hingis / Roger Federer Tamarine Tanasugarn / Paradorn Srichaphan | Martina Hingis / Roger Federer Tamarine Tanasugarn / Paradorn Srichaphan | 6 0 | 6 1 |   |  |

#### Zuid-Afrika – Australië
| Vlag van Zuid-Afrika | Zuid-Afrika 2 | Perth, Australië 1 januari 2001 hardcourt (i) | Perth, Australië 1 januari 2001 hardcourt (i) | Perth, Australië 1 januari 2001 hardcourt (i) | Australië 1 | Vlag van Australië |

|   |                                                                 |                                                                 | 1    | 2   | 3    |  |
| - | --------------------------------------------------------------- | --------------------------------------------------------------- | ---- | --- | ---- |  |
| 1 | Amanda Coetzer Nicole Pratt                                     | Amanda Coetzer Nicole Pratt                                     | 6 3  | 7 5 |      |  |
| 2 | Wayne Ferreira Richard Fromberg                                 | Wayne Ferreira Richard Fromberg                                 | 64 7 | 5 7 |      |  |
| 3 | Amanda Coetzer / Wayne Ferreira Nicole Pratt / Richard Fromberg | Amanda Coetzer / Wayne Ferreira Nicole Pratt / Richard Fromberg | 7 6  | 2 6 | 7 61 |  |

#### Zwitserland – Australië
| Vlag van Zwitserland | Zwitserland 3 | Perth, Australië 3 januari 2001 hardcourt (i) | Perth, Australië 3 januari 2001 hardcourt (i) | Perth, Australië 3 januari 2001 hardcourt (i) | Australië 0 | Vlag van Australië |

|   |                                                                |                                                                | 1   | 2   | 3 |  |
| - | -------------------------------------------------------------- | -------------------------------------------------------------- | --- | --- | - |  |
| 1 | Martina Hingis Nicole Pratt                                    | Martina Hingis Nicole Pratt                                    | 6 1 | 6 1 |   |  |
| 2 | Roger Federer Richard Fromberg                                 | Roger Federer Richard Fromberg                                 | 6 3 | 6 2 |   |  |
| 3 | Martina Hingis / Roger Federer Nicole Pratt / Richard Fromberg | Martina Hingis / Roger Federer Nicole Pratt / Richard Fromberg | 6 1 | 6 3 |   |  |

#### Zuid-Afrika – Thailand
| Vlag van Zuid-Afrika | Zuid-Afrika 2 | Perth, Australië 3 januari 2001 hardcourt (i) | Perth, Australië 3 januari 2001 hardcourt (i) | Perth, Australië 3 januari 2001 hardcourt (i) | Thailand 1 | Vlag van Thailand |

|   |                                                                           |                                                                           | 1   | 2   | 3   |  |
| - | ------------------------------------------------------------------------- | ------------------------------------------------------------------------- | --- | --- | --- |  |
| 1 | Amanda Coetzer Tamarine Tanasugarn                                        | Amanda Coetzer Tamarine Tanasugarn                                        | 6 4 | 6 4 |     |  |
| 2 | Wayne Ferreira Paradorn Srichaphan                                        | Wayne Ferreira Paradorn Srichaphan                                        | 3 6 | 6 2 | 5 7 |  |
| 3 | Amanda Coetzer / Wayne Ferreira Tamarine Tanasugarn / Paradorn Srichaphan | Amanda Coetzer / Wayne Ferreira Tamarine Tanasugarn / Paradorn Srichaphan | 6 4 | 6 1 |     |  |

#### Thailand – Australië
| Vlag van Thailand | Thailand 3 | Perth, Australië 5 januari 2001 hardcourt (i) | Perth, Australië 5 januari 2001 hardcourt (i) | Perth, Australië 5 januari 2001 hardcourt (i) | Australië 0 | Vlag van Australië |

|   |                                                                           |                                                                           | 1    | 2   | 3   |  |
| - | ------------------------------------------------------------------------- | ------------------------------------------------------------------------- | ---- | --- | --- |  |
| 1 | Tamarine Tanasugarn Nicole Pratt                                          | Tamarine Tanasugarn Nicole Pratt                                          | 6 3  | 4 6 | 7 5 |  |
| 2 | Paradorn Srichaphan Richard Fromberg                                      | Paradorn Srichaphan Richard Fromberg                                      | 7 63 | 7 5 |     |  |
| 3 | Tamarine Tanasugarn / Paradorn Srichaphan Nicole Pratt / Richard Fromberg | Tamarine Tanasugarn / Paradorn Srichaphan Nicole Pratt / Richard Fromberg | 8 72 |     |     |  |

#### Zwitserland – Zuid-Afrika
| Vlag van Zwitserland | Zwitserland 2 | Perth, Australië 5 januari 2001 hardcourt (i) | Perth, Australië 5 januari 2001 hardcourt (i) | Perth, Australië 5 januari 2001 hardcourt (i) | Zuid-Afrika 1 | Vlag van Zuid-Afrika |

|   |                                                                |                                                                | 1   | 2   | 3   |  |
| - | -------------------------------------------------------------- | -------------------------------------------------------------- | --- | --- | --- |  |
| 1 | Martina Hingis Amanda Coetzer                                  | Martina Hingis Amanda Coetzer                                  | 6 1 | 6 0 |     |  |
| 2 | Roger Federer Wayne Ferreira                                   | Roger Federer Wayne Ferreira                                   | 3 6 | 6 3 | 3 6 |  |
| 3 | Martina Hingis / Roger Federer Amanda Coetzer / Wayne Ferreira | Martina Hingis / Roger Federer Amanda Coetzer / Wayne Ferreira | 6 2 | 6 3 |     |  |

### Groep B

#### Klassement
- De voorronde tussen België en Japan telt hier niet mee.

| Pos. | Land                 | W | V | Rubbers | Sets  |
| ---- | -------------------- | - | - | ------- | ----- |
| 1.   | Verenigde Staten (4) | 3 | 0 | 8–1     | 17–7  |
| 2.   | Rusland (1)          | 1 | 2 | 4–5     | 11–13 |
| 3.   | Slowakije (6)        | 1 | 2 | 3–6     | 12–15 |
| 4.   | België (5)           | 1 | 2 | 3–6     | 8–18  |

#### Verenigde Staten – Slowakije
| Vlag van Verenigde Staten | Verenigde Staten 3 | Perth, Australië 31 december 2000 hardcourt (i) | Perth, Australië 31 december 2000 hardcourt (i) | Perth, Australië 31 december 2000 hardcourt (i) | Slowakije 0 | Vlag van Slowakije |

|   |                                                                      |                                                                      | 1   | 2   | 3    |  |
| - | -------------------------------------------------------------------- | -------------------------------------------------------------------- | --- | --- | ---- |  |
| 1 | Monica Seles Karina Habšudová                                        | Monica Seles Karina Habšudová                                        | 6 3 | 3 6 | 6 1  |  |
| 2 | Jan-Michael Gambill Dominik Hrbatý                                   | Jan-Michael Gambill Dominik Hrbatý                                   | 6 3 | 3 6 | 6 4  |  |
| 3 | Monica Seles / Jan-Michael Gambill Karina Habšudová / Dominik Hrbatý | Monica Seles / Jan-Michael Gambill Karina Habšudová / Dominik Hrbatý | 4 6 | 6 2 | 7 64 |  |

#### België – Rusland
| Vlag van België | België 2 | Perth, Australië 1 januari 2001 hardcourt (i) | Perth, Australië 1 januari 2001 hardcourt (i) | Perth, Australië 1 januari 2001 hardcourt (i) | Rusland 1 | Vlag van Rusland |

|   |                                                                 |                                                                 | 1   | 2    | 3   |  |
| - | --------------------------------------------------------------- | --------------------------------------------------------------- | --- | ---- | --- |  |
| 1 | Kim Clijsters Jelena Lichovtseva                                | Kim Clijsters Jelena Lichovtseva                                | 6 1 | 6 4  |     |  |
| 2 | Olivier Rochus Marat Safin                                      | Olivier Rochus Marat Safin                                      | 6 2 | 1 6  | 6 3 |  |
| 3 | Kim Clijsters / Olivier Rochus Jelena Lichovtseva / Marat Safin | Kim Clijsters / Olivier Rochus Jelena Lichovtseva / Marat Safin | 3 6 | 63 7 |     |  |

#### Slowakije – België
| Vlag van Slowakije | Slowakije 2 | Perth, Australië 2 januari 2001 hardcourt (i) | Perth, Australië 2 januari 2001 hardcourt (i) | Perth, Australië 2 januari 2001 hardcourt (i) | België 1 | Vlag van België |

|   |                                                                  |                                                                  | 1   | 2   | 3   |  |
| - | ---------------------------------------------------------------- | ---------------------------------------------------------------- | --- | --- | --- |  |
| 1 | Karina Habšudová Kim Clijsters                                   | Karina Habšudová Kim Clijsters                                   | 6 0 | 4 6 | 1 6 |  |
| 2 | Dominik Hrbatý Olivier Rochus                                    | Dominik Hrbatý Olivier Rochus                                    | 6 3 | 6 0 |     |  |
| 3 | Karina Habšudová / Dominik Hrbatý Kim Clijsters / Olivier Rochus | Karina Habšudová / Dominik Hrbatý Kim Clijsters / Olivier Rochus | 6 4 | 3 6 | 6 3 |  |

#### Verenigde Staten – Rusland
| Vlag van Verenigde Staten | Verenigde Staten 2 | Perth, Australië 2 januari 2001 hardcourt (i) | Perth, Australië 2 januari 2001 hardcourt (i) | Perth, Australië 2 januari 2001 hardcourt (i) | Rusland 1 | Vlag van Rusland |

|   |                                                                     |                                                                     | 1   | 2   | 3   |  |
| - | ------------------------------------------------------------------- | ------------------------------------------------------------------- | --- | --- | --- |  |
| 1 | Monica Seles Jelena Lichovtseva                                     | Monica Seles Jelena Lichovtseva                                     | 6 3 | 6 3 |     |  |
| 2 | Jan-Michael Gambill Marat Safin                                     | Jan-Michael Gambill Marat Safin                                     | 4 6 | 7 6 | 3 6 |  |
| 3 | Monica Seles / Jan-Michael Gambill Jelena Lichovtseva / Marat Safin | Monica Seles / Jan-Michael Gambill Jelena Lichovtseva / Marat Safin | 4 6 | 6 2 | 6 2 |  |

#### Rusland – Slowakije
| Vlag van Rusland | Rusland 2 | Perth, Australië 4 januari 2001 hardcourt (i) | Perth, Australië 4 januari 2001 hardcourt (i) | Perth, Australië 4 januari 2001 hardcourt (i) | Slowakije 1 | Vlag van Slowakije |

|   |                                                                    |                                                                    | 1    | 2   | 3    |  |
| - | ------------------------------------------------------------------ | ------------------------------------------------------------------ | ---- | --- | ---- |  |
| 1 | Jelena Lichovtseva Karina Habšudová                                | Jelena Lichovtseva Karina Habšudová                                | 61 7 | 6 3 | 3 6  |  |
| 2 | Marat Safin Dominik Hrbatý                                         | Marat Safin Dominik Hrbatý                                         | 6 3  | 0 6 | 6 4  |  |
| 3 | Jelena Lichovtseva / Marat Safin Karina Habšudová / Dominik Hrbatý | Jelena Lichovtseva / Marat Safin Karina Habšudová / Dominik Hrbatý | 6 2  | 4 6 | 7 64 |  |

#### Verenigde Staten – België
| Vlag van Verenigde Staten | Verenigde Staten 3 | Perth, Australië 4 januari 2001 hardcourt (i) | Perth, Australië 4 januari 2001 hardcourt (i) | Perth, Australië 4 januari 2001 hardcourt (i) | België 0 | Vlag van België |

|   |                                                                   |                                                                   | 1    | 2   | 3    |  |
| - | ----------------------------------------------------------------- | ----------------------------------------------------------------- | ---- | --- | ---- |  |
| 1 | Monica Seles Kim Clijsters                                        | Monica Seles Kim Clijsters                                        | 7 64 | 6 0 |      |  |
| 2 | Jan-Michael Gambill Olivier Rochus                                | Jan-Michael Gambill Olivier Rochus                                | 7 61 | 6 4 |      |  |
| 3 | Monica Seles / Jan-Michael Gambill Kim Clijsters / Olivier Rochus | Monica Seles / Jan-Michael Gambill Kim Clijsters / Olivier Rochus | 4 6  | 6 1 | 7 65 |  |

## Finale

### Zwitserland – Verenigde Staten
| Vlag van Zwitserland | Zwitserland 2 | Perth, Australië 6 januari 2001 hardcourt (i) | Perth, Australië 6 januari 2001 hardcourt (i) | Perth, Australië 6 januari 2001 hardcourt (i) | Verenigde Staten 1 | Vlag van Verenigde Staten |

|   |                                                                   |                                                                   | 1   | 2   | 3   |  |
| - | ----------------------------------------------------------------- | ----------------------------------------------------------------- | --- | --- | --- |  |
| 1 | Martina Hingis Monica Seles                                       | Martina Hingis Monica Seles                                       | 7 5 | 6 4 |     |  |
| 2 | Roger Federer Jan-Michael Gambill                                 | Roger Federer Jan-Michael Gambill                                 | 6 4 | 6 3 |     |  |
| 3 | Martina Hingis / Roger Federer Monica Seles / Jan-Michael Gambill | Martina Hingis / Roger Federer Monica Seles / Jan-Michael Gambill | 6 2 | 4 6 | 6 7 |  |